# الان وقتش نیست
الان وقتش نیست (به زبان لهستانی: Tylko nie teraz) یک فیلم ملودرام لهستانی-روسی است که در سال ۲۰۰۸ ساخته و در سال ۲۰۱۱ منتشر شد.

## گزیدهٔ بازیگران
- دانیل اولبریخسکی
- ماگدالنا لامپارسکا
- ویاچسلاف شالیه‌ویچ